# MTV Europe Music Awards 2005
Dwunaste rozdanie nagród MTV Europe Music Awards odbyło się 3 listopada 2005 roku w Lizbonie. Miejscem ceremonii był Pavilhão Atlântico. Gospodarzem był brytyjski komik Sacha Baron Cohen jako Borat.

## Zwycięzcy

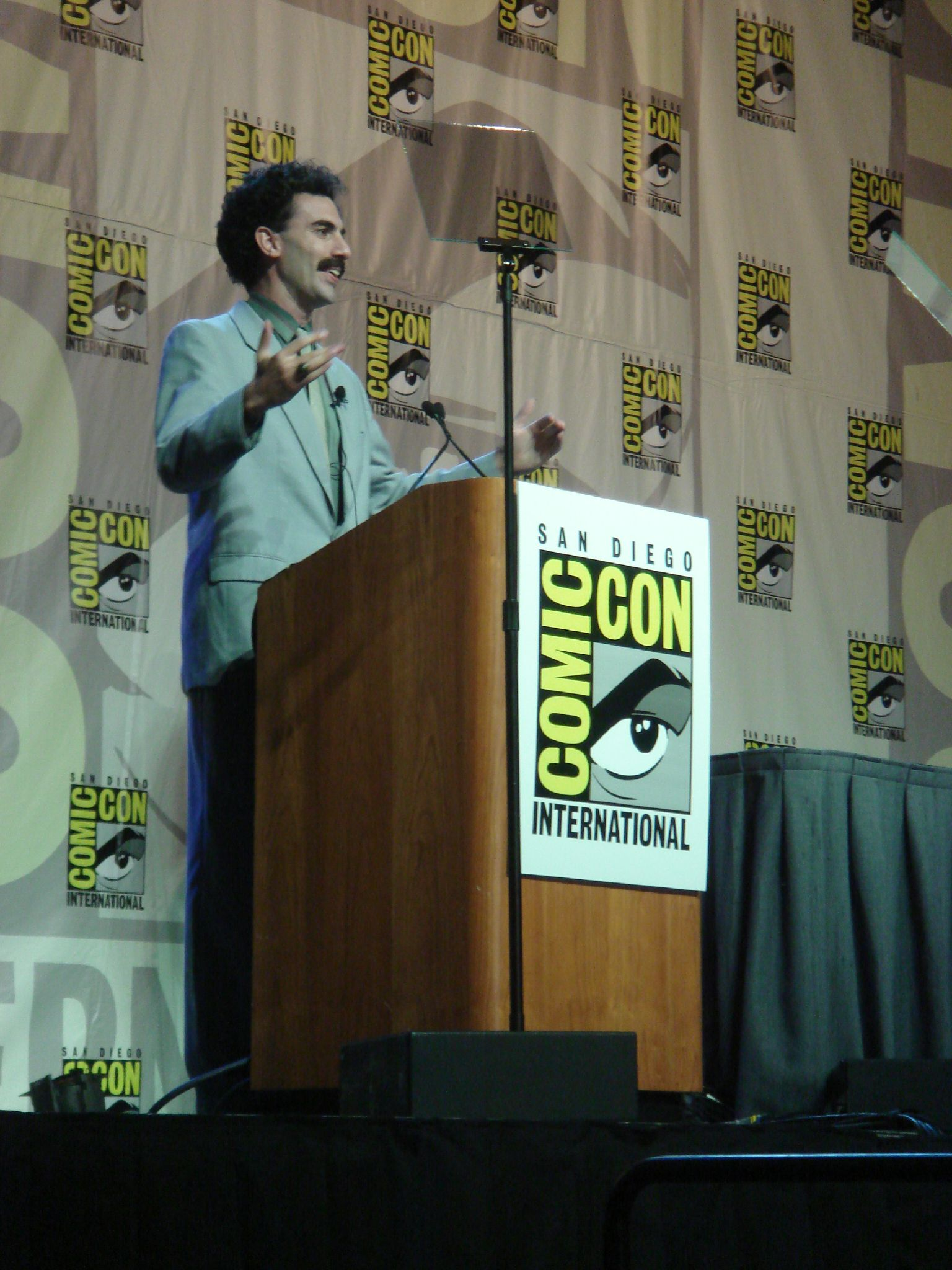
Prowadzący ceremonię w 2005 roku: Borat

- Najlepszy wokalista: Robbie Williams
- Najlepsza wokalistka: Shakira
- Najlepszy zespół: Gorillaz
- Najlepszy wykonawca pop: The Black Eyed Peas
- Najlepszy wykonawca rock: Green Day
- Najlepszy wykonawca R&B: Alicia Keys
- Najlepszy wykonawca Hip-Hop: Snoop Dogg
- Najlepszy wykonawca alternatywny: System of a Down
- Najlepsza piosenka: Coldplay, Speed of Sound
- Najlepszy teledysk: The Chemical Brothers, Believe
- Najlepszy album: Green Day, American Idiot
- Najlepszy debiut: James Blunt
- Najlepszy wykonawca – MTV Adria: Siddharta
- Najlepszy wykonawca afrykański: 2 face Idibia
- Najlepszy wykonawca duński: Mew
- Najlepszy wykonawca holenderski & belgijski: Anouk
- Najlepszy wykonawca fiński: The Rasmus
- Najlepszy wykonawca francuski: Superbus
- Najlepszy wykonawca niemiecki: Rammstein
- Najlepszy wykonawca włoski: Negramaro
- Najlepszy wykonawca norweski: Turbonegro
- Najlepszy wykonawca polski: Sistars
- Najlepszy wykonawca portugalski: The Gift
- Najlepszy wykonawca hiszpański: El Canto del Loco
- Najlepszy wykonawca szwedzki: Moneybrother
- Najlepszy wykonawca rumuński: Voltaj
- Najlepszy wykonawca rosyjski: Dima Bilan
- Najlepszy wykonawca brytyjski & irlandzki: Coldplay